# Accordo Civico e Sociale
L'Accordo Civico e Sociale (spagnolo: Acuerdo Cívico y Social) è una coalizione di partiti di centro-sinistra nata il 29 aprile 2009 in occasione delle elezioni parlamentari del 2009.
Scopo principale dell'Accordo era poter affrontare il governo della Presidente Cristina Fernández de Kirchner e il Fronte per la Vittoria di Néstor Kirchner, marito della presidente ed ex mandatario tra il 2003 ed il 2007.
Questa coalizione è frutto della collaborazione dei principali partiti di opposizione (UCR, CC, PS) in occasione dello sciopero nazionale dei lavoratori del settore agrario che si erano opposti alla riforma del settore da parte del governo dei Kirchner e alle altre riforme come la nazionalizzazione della compagnia aerea di bandiera e dei fondi pensionistici.
La coalizione è stata costituita dai seguenti partiti:
- Unione Civica Radicale, partito politico di centro orientato generalmente al centro-sinistra. Fondato nel 1892 da esponenti del mondo liberale e laico. Fino all'ascesa di Juan Domingo Perón nel 1946 l'UCR era considerato come rappresentante del mondo del lavoro, ma dal quel momento in poi l'UCR è stato identificato come il partito liberal-borghese del paese. Nel 1983 Raúl Ricardo Alfonsín, storico esponente dell'UCR è stato eletto presidente dell'Argentina, riportando l'UCR al governo dopo la dittatura militare. Negli anni novanta, durante la presidenza peronista liberista di Carlos Saúl Menem, l'UCR si è posto alla sinistra della politica argentina. Dopo il crollo della presidenza del radicale De La Rua (1999-2001), il partito ha ridotto il suo peso elettorale e si è diviso tra le componenti di sinistra e di destra, la prima più vicina al governo kirchnerista.
- Partito Socialista, è un partito politico di  socialista democratico nato nel 1896, ma ha sempre avuto un ruolo marginale nella vita politica del paese. Negli ultimi anni grazie all'elezioni di Hermes Binner come governatore della Provincia di Santa Fé e del Miguel Lifschitz come sindaco di Rosario ha acquistato una certa importanza nel quadro politico. Nel 2007 il leader del partito Ruben Giustiniani ha stretto un accordo con la leader della Coalizione Civica Elisa Carrió presentandosi come candidato alla vicepresidenza del Ps-Coalición Cívica.
- Coalizione Civica, coalizione politica fondata nel 2007 da Elisa Carrió formata da centristi, socialdemocratici, conservatori e radicali, rappresenta la principale forza di opposizione al governo dei Kirchner criticandolo soprattutto sulla corruzione e sulla concentrazione di potere in mano a pochi esponenti politici. La coalizione ha ottenuto alle presidenziali del 2007 il 23% dei voti e a seguito del notevole calo di popolarità dell'attuale presidente Cristina Kirchner la CC ha incrementato i propri consensi. Le forze che compongono la coalizione sono:
  - Sostegno per una Repubblica Egualitaria. Partito politico di centro-sinistra fondato nel 2001 da Elisa Carrió, ex deputata dell'UCR. Il partito si definisce come una forza socialdemocratica e liberalprogressista. L'ARI si è presentata alle elezioni del 2003 ottenendo il 14% dei consensi.
  - Unione per Tutti. Movimento politico fondato da Patrizia Bullrich ex ministra del governo radicale tra il 1999 e il 2001. È classificabile come un partito conservatore ma caratterizzato da un certo pragmatismo.
  - Generazione per un incontro nazionale. Movimento politico di socialdemocratico fondato da Margarita Stolbizer.
  - Peronismo nella Coalizione. Movimento politico di alcuni peronisti dissidenti con Kirchner ma contrari alle varie formazioni peroniste di centro-destra, il principale esponente è Eduardo Duhalde.
  - Radicali. Movimento formato da alcuni ex membri dell'UCR e da alcuni Radicali K che hanno lasciato il FPV

## Le elezioni legislative del 2009
Alle elezioni legislative del 2009 erano in gioco 127 seggi alla Camera e 24 al Senato.
Alla Camera, l'ACyS è risultato primo in 8 stati, ed ha conquistato 42 seggi, contro i 26, che già possedeva (16 in più). I Kirchneristi (FpV - PJ ed alleati) hanno in tutto perso 24 seggi, mentre l'Union-PRO (peronisti conservatori) hanno guadagnato 12 seggi. I Kirchneristi si sono storvati in tal modo minoritari alla Camera (13 seggi in meno della metà).
Al Senato, l'ACyS ha guadagnato 7 seggi (da 7 a 14), mentre i Kirchneristi hanno perso 4 seggi (da 12 ad 8). Anche al Senato i Kircheniristi hanno perso la maggioranza, avendo 36 seggi su 74.